# شهرستان القطن
ناحیهٔ القطن (به عربی: مدیریة القطن) یک ناحیه در یمن است که در استان حضرموت واقع شده‌است.

## خصوصیات
ناحیهٔ القطن ۶۴٬۲۴۸ نفر جمعیت دارد.